# Another Page
Albums de Christopher Cross
Christopher Cross
(1979) Every Turn of the World
(1985)
Singles
1. All Right
Sortie : 1983
2. No Time for Talk
Sortie : 1983
3. Think of Laura
Sortie : 1983
4. Deal 'Em Again
Sortie : 1983

Another Page est le troisième album studio du chanteur et guitariste américain Christopher Cross, sorti en 1983.
Il obtient un important succès dans le monde, notamment en France où il se classe no 1. Il est certifié disque d'or en France, au Royaume-Uni et aux États-Unis. Trois singles en sont extraits dont All Right qui devient un tube, ainsi que No Time for Talk, et Think of Laura. De nombreux musiciens de renom ont participé à l'album.  

## Liste des titres
Écrits et composés par Christopher Cross sauf indication contraire.
1. No Time for Talk - 4:22
2. Baby Says No - 6:04
3. What Am I Supposed to Believe - 4:22
4. Deal 'Em Again - 3:10 - (Christopher Cross/Michael Maben)
5. Think of Laura - 3:22
6. All Right - 4:18
7. Talking in My Sleep - 3:34
8. Nature of the Game - 3:55
9. Long World - 3:32
10. Words of Wisdom - 5:52

## Musiciens
- Christopher Cross - Chant, guitare, guitare solo (10), arrangements
- Jay Graydon - Guitare solo (4)
- Steve Lukather - Guitares, guitare solo (6)
- Abraham Laboriel - Basse
- Mike Porcaro - Basse
- Andy Salmon - Basse
- Rob Meurer - Claviers, programmation du synthétiseur, percussions, arrangements
- Michael Omartian - Claviers, percussions, arrangements, arrangements des cordes et direction de l'orchestre
- Assa Drori - Concertmaster - Premier violon
- Steve Gadd - Batterie
- Jeff Porcaro - Batterie
- Tommy Taylor - Batterie
- Paulinho Da Costa - Percussions
- Lenny Castro - Percussions
- Tom Scott - Saxophone (1)
- Ernie Watts - Saxophone (3)
- Michael McDonald - Chœurs (1, 6)
- Carl Wilson - Chœurs (2)
- Karla Bonoff - Chœurs (3)
- Don Henley - Chœurs (4, 8)
- J.D. Souther - Chœurs (4, 8)
- Art Garfunkel - Chœurs (7)

## Classements et certifications
| Classement (1983)              | Meilleure position |
| ------------------------------ | ------------------ |
| Allemagne (Media Control AG)   | 2                  |
| Australie (ARIA)               | 6                  |
| Autriche (Ö3 Austria Top 40)   | 18                 |
| Canada (Canadian Albums Chart) | 23                 |
| États-Unis (Billboard 200)     | 11                 |
| France (SNEP)                  | 1                  |
| Nouvelle-Zélande (RIANZ)       | 9                  |
| Pays-Bas (Mega Album Top 100)  | 7                  |
| Royaume-Uni (UK Albums Chart)  | 4                  |
| Suède (Sverigetopplistan)      | 12                 |

| Pays        | Certification |
| ----------- | ------------- |
| États-Unis  | Or            |
| France      | Or            |
| Royaume-Uni | Or            |